# Station Sławięcice
Station Sławięcice is een spoorwegstation in de Poolse plaats Sławięcice.